# André Muffang
André Muffang (ur. 25 lipca 1897 w Saint-Brieuc, zm. 1989) – francuski szachista, mistrz międzynarodowy od 1951 roku.

## Kariera szachowa
Największy sukces w swojej karierze osiągnął w Lille w 1931 roku, zdobywając tytuł indywidualnego mistrza Francji. Pomiędzy 1927 a 1956 rokiem czterokrotnie wystąpił na szachowych olimpiadach, w roku 1928 zdobywając srebrny medal za indywidualny wynik na V szachownicy. Łącznie rozegrał 63 olimpijskie partie, w których zdobył 35 pkt.
W roku 1922 zwyciężył w turnieju rozegranym w Paryżu. W następnym roku wystąpił w silnie obsadzonym turnieju w Margate, dzieląc II miejsce (za Ernstem Grünfeldem, wraz z m.in. Aleksandrem Alechinem i Jefimem Bogolubowem, a przed Richardem Retim). W 1947 bronił barw narodowych w meczu Francji z Czechosłowacją (pokonał 1½ – ½ Karela Opocenskiego), w 1954 – ze Związkiem Radzieckim (uległ ½ – 1½ Jurijowi Awerbachowi), a w 1955 – z Rumunią (zwyciężył 2 – 0 Octavio Troianescu).